# 足球經理2020
《足球经理2020》是由Sports Interactive開發，並由世嘉發行的足球題材模擬經營遊戲，作為《足球經理2019》的續作。它定於2019年11月18日在全球發布。2019年6月，宣布《足球经理2020》將成為Google Stadia平台上的首发游戏。

## 玩法
本遊戲提供53個國家可遊玩的聯隊，橫跨非洲、亞洲（包括澳洲）、歐洲、北美洲以及南美洲。大多數偏向歐洲球隊，而南非是非洲唯一可玩的國家。
總共收錄118個聯隊。

## 發佈
|                         | 足球經理2020 Mobile | 足球經理2020 Touch | 足球經理2020 |
| ----------------------- | ------------------- | ------------------ | ------------ |
| 安卓                    | 是                  | 是                 | 否           |
| Stadia                  | 否                  | 否                 | 是           |
| iOS                     | 是                  | 是                 | 否           |
| macOS (via Steam)       | 否                  | 是                 | 是           |
| 微軟Windows (via Steam) | 否                  | 是                 | 是           |
| 任天堂 Switch           | 否                  | 是                 | 否           |

## 外部連結
- 官方网站